# 溫赫爾峰
溫赫爾峰（英語：Unger Peak），是南極洲的山峰，位於埃爾斯沃思地，處於扎維斯峰西北面3.7公里的方德斯海崖南端，屬於埃爾斯沃思山脈中赫里蒂奇嶺的一部分，美國地質調查局根據測量和美國海軍拍攝的空中照片繪入地圖，現時由南極條約體系管理。